# Bobbie van de Graaf
Robert "Bobbie" van de Graaf (født 17. marts 1944 i Macclesfield, England) er en hollandsk tidligere roer.
Van de Graaf vandt en bronzemedalje i firer med styrmand ved OL 1964 i Mexico City, sammen med Jan van de Graaff, Freek van de Graaff (ingen af de tre er i familie), Lex Mullink samt styrmand Marius Klumperbeek. Hollænderne indledte med at blive nummer to i indledende heat efter den italienske båd, men vandt efterfølgende opsamlingsheatet og kvalificerede sig dermed til finalen. Her blev de nummer tre, mens Tyskland vandt guld og Italien fik sølv.

## OL-medaljer
- 1964:  Bronze i firer med styrmand